# Astragalus munroi
Astragalus munroi är en ärtväxtart som beskrevs av Aleksandr Andrejevitj Bunge. Astragalus munroi ingår i släktet vedlar, och familjen ärtväxter. Inga underarter finns listade i Catalogue of Life.